# 보고밉스
보고밉스(BogoMips, "bogus" 및 MIPS에서 유래)는 내부의 바쁜 루프를 보정하기 위해 부팅할 때 리눅스 커널이 수행하는 CPU 속도의 대략적인 측정이다. 자주 인용되는 용어 정의는 "프로세서가 전혀 아무것도 할 수 없는 초당 백만 번"이다.
보고밉스는 문제의 프로세서가 유사한 프로세서의 적절한 범위에 있는지 확인하는 데 사용할 수 있는 값이다. 즉, 보고밉스는 잠재적으로 존재하는 CPU 캐시뿐만 아니라 프로세서의 클럭 주파수를 나타낸다. 다른 CPU 간의 성능 비교에는 사용할 수 없다.

## 같이 보기
- 초당 명령 수